# Södermanlands runinskrifter Fv2011;307
Sö Fv2011;307 är ett urnordisk runstensfragment av brunröd jotnisk sandsten i Strängnäs, kv. Kungsberget, Strängnäs och Strängnäs kommun. Hittad 1962 i en spismur. Tidigare signum: Sö ALLHSÖDERM;77 
Stadslager, område där kulturlager kan väntas påträffas från medeltid, 1500- och 1600-tal. Karta från första delen av 1600-talet. Omnämnt som biskopssäte år 1120 i s.k. Florensdokumentet.

## Inskriften
Translitterering av runraden:
... ...rila͡z · wodinz ·
Normalisering till runsvenska:
... [e]rilaz Wodinz
Ristningen bevarades  mycket väl i kvartsit, så pass att äktheten ifrågasatts, men både språkligt och  huggspårsanalys pekar snarare på att ristningen är äkta. wodinz härstammar inte från gudens namn Oden (wodan), fast den har samma stammen óðr, som betyder «rasande, vild, besatt», utan annorlunda suffixet -īna-  som bilder adjektiv som  anger  bl.a. beskaffenhet och  ger betydelsen «av ett visst slag». Om ett annars vanligt formeln «jag erilen» användes i början av frasen, då kan wodinz inte avse guden Oden utan ska vara ett personnamn. Liknande namn finns på inskrifter N KJ72 woduride (i dativformen), samt på N KJ12 med privativaprefixet un- («den icke rasande») unwodiʀ eller unwodẓ.